# Militärverdienstmedaille (San Marino)
Die Militärverdienstmedaille wurde am 15. und 22. März 1860 vom Rat der Republik San Marino in Gold, Silber und Bronze gestiftet und kann allen Militärpersonen für lange treue Dienst oder für vorbildliches Verhalten verliehen werden. Zum gleichen Datum wurde auch die Zivil-Verdienstmedaille gestiftet.
Die achteckige Medaille trägt mittig die Inschrift ANZIANITA und ist von einem unten zusammengebundenen Eichenlaubkranz umschlossen. Die Rückseite zeigt, auf gekreuzten Fahnen, Speeren, Gewehren, Säbeln und Trommeln ruhend und von einer Krone überragt, den Wappenschild der Republik und im Halbrund oben umlaufend die Worte REPUBBLICA DI SAN MARINO.
Getragen wird die Auszeichnung an einem himmelblauen Band mit roten Randstreifen auf der linken Brust. 